# Campeonato Argentino de Rugby 1955
El Campeonato Argentino de Rugby de 1955 fue la undécima edición del torneo de uniones regionales organizado por la Unión Argentina de Rugby. Se llevó a cabo entre el 11 de septiembre y el 16 de octubre de 1955. 
La Unión de Rugby del Río Paraná no participó de esta edición debido a que su afiliación a la UAR fue suspendida el 29 de octubre de 1954 producto de conflictos internos por diferencias en el ámbito jurisdiccional. Como resultado de este conflicto, en agosto de 1955 se creó la Unión Santafesina de Rugby. La Unión del Río Paraná fue reincorporada el 25 de octubre de 1955, mientras que la unión santafesina fue reconocida por el ente nacional, con el proceso de afiliación comenzando el mismo año.
El seleccionado de Capital consiguió su tercer campeonato al vencer 6-3 en la final al seleccionado de Provincia. Varios partidos a lo largo del torneo se vieron suspendidos debido a la situación política que atravesaba la Argentina.

## Equipos participantes
Participaron de esta edición diez equipos: tres seleccionados de la Unión Argentina de Rugby y siete uniones provinciales.
| Equipo        | Unión                                      |
| ------------- | ------------------------------------------ |
| Capital       | Unión Argentina de Rugby                   |
| Centro        | Unión de Rugby del Centro                  |
| Cuyo          | Unión de Rugby de Cuyo                     |
| La Plata      | Combinado local (Unión Argentina de Rugby) |
| Mar del Plata | Unión de Rugby de Mar del Plata            |
| Norte         | Unión de Rugby del Norte                   |
| Provincia     | Unión Argentina de Rugby                   |
| Río Cuarto    | Unión Riocuartense de Rugby                |
| Rosario       | Unión de Rugby de Rosario                  |
| San Juan      | Unión Sanjuanina de Rugby                  |

## Partidos
|  | Preliminar       | Preliminar       | Preliminar       |           |               | Cuartos de final | Cuartos de final | Cuartos de final |    |  | Semifinales  | Semifinales  | Semifinales  |   |  | Final         | Final         | Final         |  |
|  | 11 de septiembre | 11 de septiembre | 11 de septiembre |           |               | 2 de octubre     | 2 de octubre     | 2 de octubre     |    |  | 9 de octubre | 9 de octubre | 9 de octubre |   |  | 16 de octubre | 16 de octubre | 16 de octubre |  |
|  |                  |                  |                  |           |               |                  |                  |                  |    |  |              |              |              |   |  |               |               |               |  |
|  |                  |                  |                  |           |               |                  |                  |                  |    |  |              |              |              |   |  |               |               |               |  |
|  | Cuyo             | Cuyo             | 6                |           |               |                  |                  |                  |    |  |              |              |              |   |  |               |               |               |  |
|  | Cuyo             | Cuyo             | 6                |           |               |                  |                  |                  |    |  |              |              |              |   |  |               |               |               |  |
|  | Rosario          | Rosario          | 21               |           |               |                  |                  |                  |    |  |              |              |              |   |  |               |               |               |  |
|  | Rosario          | Rosario          | 21               |           | Rosario       | Rosario          | 6                |                  |    |  |              |              |              |   |  |               |               |               |  |
|  |                  |                  |                  |           | Rosario       | Rosario          | 6                |                  |    |  |              |              |              |   |  |               |               |               |  |
|  |                  |                  | Capital          | Capital   | 23            |                  |                  |                  |    |  |              |              |              |   |  |               |               |               |  |
|  |                  |                  | Capital          | Capital   | 23            |                  |                  |                  |    |  |              |              |              |   |  |               |               |               |  |
|  |                  |                  |                  |           |               |                  |                  |                  |    |  |              |              |              |   |  |               |               |               |  |
|  |                  |                  |                  |           |               |                  |                  |                  |    |  |              |              |              |   |  |               |               |               |  |
|  |                  |                  |                  |           |               |                  | Capital          | Capital          | 11 |  |              |              |              |   |  |               |               |               |  |
|  |                  |                  |                  |           |               |                  |                  |                  | 11 |  |              |              |              |   |  |               |               |               |  |
|  |                  |                  | Norte            | Norte     | 3             |                  |                  |                  |    |  |              |              |              |   |  |               |               |               |  |
|  |                  |                  | Norte            | Norte     | 3             |                  |                  |                  |    |  |              |              |              |   |  |               |               |               |  |
|  |                  |                  |                  |           |               |                  |                  |                  |    |  |              |              |              |   |  |               |               |               |  |
|  |                  |                  |                  |           |               |                  |                  |                  |    |  |              |              |              |   |  |               |               |               |  |
|  |                  | Norte            | Norte            | W.O.      |               |                  |                  |                  |    |  |              |              |              |   |  |               |               |               |  |
|  |                  |                  |                  | W.O.      |               |                  |                  |                  |    |  |              |              |              |   |  |               |               |               |  |
|  |                  |                  | San Juan         |           |               |                  |                  |                  |    |  |              |              |              |   |  |               |               |               |  |
|  |                  |                  |                  |           |               |                  |                  |                  |    |  |              |              |              |   |  |               |               |               |  |
|  |                  |                  |                  |           |               |                  |                  |                  |    |  |              |              |              |   |  |               |               |               |  |
|  |                  |                  |                  |           |               |                  |                  |                  |    |  |              |              |              |   |  |               |               |               |  |
|  |                  |                  |                  |           |               |                  |                  |                  |    |  |              | Capital      | Capital      | 6 |  |               |               |               |  |
|  |                  |                  |                  |           |               |                  |                  |                  |    |  |              |              |              | 6 |  |               |               |               |  |
|  |                  |                  | Provincia        | Provincia | 3             |                  |                  |                  |    |  |              |              |              |   |  |               |               |               |  |
|  | Mar del Plata    | Mar del Plata    | Provincia        | Provincia | 3             | 9                |                  |                  |    |  |              |              |              |   |  |               |               |               |  |
|  | Mar del Plata    | Mar del Plata    |                  |           |               |                  |                  |                  |    |  |              |              |              |   |  |               |               |               |  |
|  | Río Cuarto       | Río Cuarto       | 6                |           |               |                  |                  |                  |    |  |              |              |              |   |  |               |               |               |  |
|  | Río Cuarto       | Río Cuarto       | 6                |           | Mar del Plata | Mar del Plata    | 0                |                  |    |  |              |              |              |   |  |               |               |               |  |
|  |                  |                  |                  |           | Mar del Plata | Mar del Plata    | 0                |                  |    |  |              |              |              |   |  |               |               |               |  |
|  |                  |                  | Provincia        | Provincia | 50            |                  |                  |                  |    |  |              |              |              |   |  |               |               |               |  |
|  |                  |                  | Provincia        | Provincia | 50            |                  |                  |                  |    |  |              |              |              |   |  |               |               |               |  |
|  |                  |                  |                  |           |               |                  |                  |                  |    |  |              |              |              |   |  |               |               |               |  |
|  |                  |                  |                  |           |               |                  |                  |                  |    |  |              |              |              |   |  |               |               |               |  |
|  |                  |                  |                  |           |               |                  | Provincia        | Provincia        | 31 |  |              |              |              |   |  |               |               |               |  |
|  |                  |                  |                  |           |               |                  |                  |                  | 31 |  |              |              |              |   |  |               |               |               |  |
|  |                  |                  | La Plata         | La Plata  | 11            |                  |                  |                  |    |  |              |              |              |   |  |               |               |               |  |
|  |                  |                  | La Plata         | La Plata  | 11            |                  |                  |                  |    |  |              |              |              |   |  |               |               |               |  |
|  |                  |                  |                  |           |               |                  |                  |                  |    |  |              |              |              |   |  |               |               |               |  |
|  |                  |                  |                  |           |               |                  |                  |                  |    |  |              |              |              |   |  |               |               |               |  |
|  |                  | La Plata         | La Plata         | 14        |               |                  |                  |                  |    |  |              |              |              |   |  |               |               |               |  |
|  |                  |                  |                  | 14        |               |                  |                  |                  |    |  |              |              |              |   |  |               |               |               |  |
|  |                  |                  | Centro           | Centro    | 3             |                  |                  |                  |    |  |              |              |              |   |  |               |               |               |  |
|  |                  |                  | Centro           | Centro    | 3             |                  |                  |                  |    |  |              |              |              |   |  |               |               |               |  |
|  |                  |                  |                  |           |               |                  |                  |                  |    |  |              |              |              |   |  |               |               |               |  |
|  |                  |                  |                  |           |               |                  |                  |                  |    |  |              |              |              |   |  |               |               |               |  |
|  |                  |                  |                  |           |               |                  |                  |                  |    |  |              |              |              |   |  |               |               |               |  |
|  |                  |                  |                  |           |               |                  |                  |                  |    |  |              |              |              |   |  |               |               |               |  |

### Ronda Preliminar
| 11 de septiembre | Cuyo                      | 6 - 21  | Rosario                                                                          | Mendoza,                           |                                    |
|                  | Tries: R. Luca L. Mandano | Reporte | Tries: W. Villar A. Drincovich N. Robson J. Barbagelata Conversiones: F. Cavallo | Árbitro(s): A. J. Castilla Andrada | Árbitro(s): A. J. Castilla Andrada |

| 11 de septiembre | Mar del Plata                                             | 9 - 6   | Río Cuarto                        | Mar del Plata,         |                        |
|                  | Tries: E. González Guerrico R. Vega Penales: H. Gavanelli | Reporte | Tries: S. Sacco Penales: S. Sacco | Árbitro(s): Oscar Noon | Árbitro(s): Oscar Noon |

### Cuartos de final
| 2 de octubre | Rosario                                       | 6 - 23  | Capital | Rosario,                      |                               |
|              | Tries: A. Drincovich Conversiones: F. Cavallo | Reporte | Tries: J. Comotto E. Gahan M. Hughes J. Scharenberg E. Gaviña U. O'Farrell E. Fernández del Casal Conversiones: E. Fernández del Casal | Árbitro(s): Arturo H. Sagarra | Árbitro(s): Arturo H. Sagarra |

| 2 de octubre | Norte | 3 - 0   | San Juan | Tucumán, |  |
| |       | Reporte |          |          |  |
| Este partido, originalmente programado para el 18 de septiembre en Tucumán, se pospuso al 2 de octubre. Al no poder viajar la Unión Sanjuanina de Rugby, el 4 de octubre se resolvió darles el partido por perdido. |       |         |          |          |  |

| 2 de octubre | Mar del Plata | 0 - 50  | Provincia | Mar del Plata,          |                         |
|              |               | Reporte | Tries: A. Salinas L. Caffarone H. Poulet J. Belgrano A. Domínguez V. Christianson C. Travaglini R. Dell'Aqua O. Cervello Conversiones: G. Ehrman J. Guidi | Árbitro(s): Eric Kember | Árbitro(s): Eric Kember |

| 2 de octubre                                                   | La Plata                                                 | 14 - 3  | Centro             | CASI, San Isidro         |                          |
|                                                                | Tries: E. Vergara Conversiones: M. Caro Penales: M. Caro | Reporte | Tries: T. Peiretti | Árbitro(s): A. H. Flight | Árbitro(s): A. H. Flight |
| Originalmente programado para el 18 de septiembre en La Plata. |                                                          |         |                    |                          |                          |

### Semifinales
| 9 de octubre | Capital                                                                          | 11 - 3  | Norte | CASI, San Isidro               |                                |
|              | Tries: E. Fernández del Casal J. Comotto U. O'Farrell Conversiones: U. O'Farrell | Reporte |       | Árbitro(s): Jorge F. Gutiérrez | Árbitro(s): Jorge F. Gutiérrez |

| 9 de octubre | Provincia | 31 - 11 | La Plata                                                 | Estadio G.E.B.A., Buenos Aires |                               |
|              | Tries: A. Salinas L. Caffarone J. Guidi E. Domínguez A. Domínguez V. Christianson L. Bavio Conversiones: G. Ehrman Penales: G. Ehrman | Reporte | Tries: E. Vergara Conversiones: M. Caro Penales: M. Caro | Árbitro(s): Artemio J. Chiesa  | Árbitro(s): Artemio J. Chiesa |

### Final
| 16 de octubre | Capital                         | 6 - 3   | Provincia         | CASI, San Isidro                |                                 |
|               | Penales: E. Fernández del Casal | Reporte | Penales: L. Bavio | Árbitro(s): Carlos M. Seminario | Árbitro(s): Carlos M. Seminario |

| Bandera de la Ciudad de Buenos Aires |
| Capital Campeón                      |
| Tercer título                        |

## Estadísticas

### Máximos anotadores
| Pos. | Nombre                 | Equipo    | Try | Con. | Pen. | Pts. |
| ---- | ---------------------- | --------- | --- | ---- | ---- | ---- |
| 1    | G. Ehrman              | Provincia |     | 8    | 1    | 19   |
| 2    | E. Fernández del Casal | Capital   | 2   | 1    | 2    | 14   |
| 3    | M. Cano                | La Plata  |     | 2    | 3    | 13   |
| 4    | A. Salinas             | Provincia | 4   |      |      | 12   |
| 5    | E. Vergara             | La Plata  | 3   |      |      | 9    |
|      | L. Caffarone           | Provincia | 3   |      |      | 9    |